# Flagge der Stadt Rio de Janeiro

Flagge der Stadt Rio de Janeiro

Die Flagge der Stadt Rio de Janeiro ist seit 1908 ein blaues Andreaskreuz auf weißem Rechteck im Verhältnis 7:10. In der Größe eines Sechstels der Gesamtfläche zeigt die Flagge über dem Schnittpunkt des Kreuzes das Wappen der Stadt Rio de Janeiro in Rot und Silber.
Ähnliche Hoheitszeichen verwendeten der mit der Stadt Rio de Janeiro identische brasilianische Bundesstaat Guanabara, der als Vorgänger des heutigen Bundesstaats Rio de Janeiro von 1960 bis 1975 existierte, sowie davor der Distrito Federal do Brasil (1891–1960), der ebenfalls das Gebiet der Stadt Rio de Janeiro umfasste.

## Bedeutung
Blau und Weiß sind seit Heinrich von Burgund, der ein blaues Kreuz auf weißem Schild führte, traditionelle Farben der portugiesischen Monarchie. Das Rot des modifizierten Stadtwappens wird mit dem Stadtpatron Rio de Janeiros in Verbindung gebracht, dem Heiligen Sebastian. Demnach symbolisiert es das Blut, das dieser Märtyrer vergossen hat.

## Geschichte

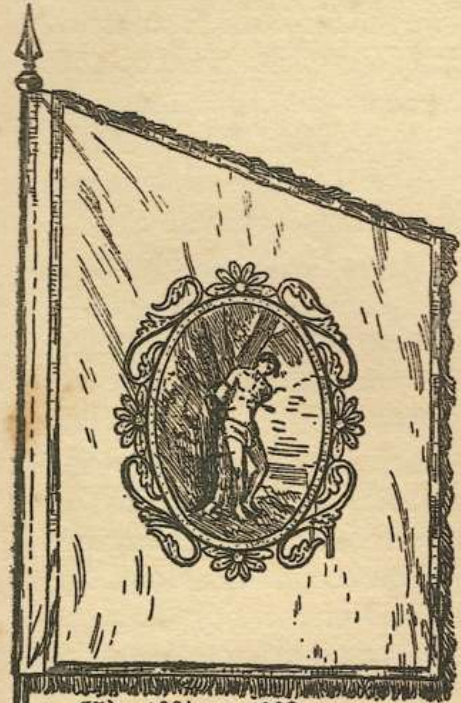
Historische Stadtflagge

Als Flagge der Stadt wurde im 19. Jahrhundert ein Wappenschild mit der Darstellung des Heiligen Sebastian auf weißem Grund geführt. Damit wurden schon Königin Maria I. und Prinzregent Johann VI. begrüßt, als sich infolge napoleonischer Kriege auf der Iberischen Halbinsel die königliche Familie Portugals samt Hofstaat 1808 in Rio de Janeiro niederließ.
Die heutige Flagge wurde durch Gesetz Nr. 708 vom 28. Dezember 1964  festgelegt.